# خوسيه روميرو
خوسيه روميرو (بالإسبانية: José Romero Martínez)‏ هو مصارع ثيران وماتادور إسباني، ولد في 1 ديسمبر 1745 في رندة في إسبانيا، وتوفي بنفس المكان في 23 سبتمبر 1826.